# いつも心に太陽を (テレビドラマ)
『いつも心に太陽を』（いつもこころにたいようを）は、1994年1月7日から同年3月18日まで、TBS系列『金曜ドラマ』枠で放送されたテレビドラマ。主演は西田敏行。

## 概要
独身の中年男と余命僅かの女子高生との愛。既婚の中年男と美大生との不倫愛を描いた。
ノベライズ・ビデオソフトなどの関連商品が発売されたが、ノベライズ版は、ラストが若干、ドラマとは異なっている。

## あらすじ
仲を引き裂かれた婚約者・沢村美和子への想いから、独身を貫く福田裕次郎（通称フクちゃん）は、ある夜に出会った女子高生・高井智恵子に美和子の面影を見る。実母とは幼少期に死別、父の三樹夫は海外へ単身赴任中、妊娠中の継母・真由美とは不仲、自身は病弱で入退院の繰り返しという智恵子に、裕次郎は「力になりたい」と思う。同時期、裕次郎の直属の上司（課長）である林田浩は美大生の水原京子と出会い、いいムードとなっていたが、京子は暴力団系列の不良グループの番長である相川俊男という恋人がおり、トラブルに巻き込まれてしまう。
林田に京子を奪われた事に嫉妬した相川は、報復として林田を罠に掛けて逮捕に追い込む。妻から離婚を切り出された林田だが、面会に来た京子が自責の念を抱えている事と、相川の子を妊娠している事を知り「出所したら、一緒に育てよう」と話し合う。
同時期、妊娠中による不安定さと「夫が前妻への想いを断ち切ってないのでは?」という嫉妬心等に駆られた真由美との対立、伯母である美佐子から手渡された母からの手紙が元で、智恵子は実母の死の瞬間を鮮明に思い出すことになる。実は智恵子の母、美和子こそ裕次郎の婚約者であったのだが、美和子の両親が結婚に反対。事故で負傷した美和子を家に連れ戻した後、裕次郎に対して「事故が元で亡くなった」と嘘をついて追い返し、三樹夫との縁談を進めたのだ。自分を拒絶の末に自殺した美和子の面影が強くなりつつある智恵子を、娘として受け入れる事が出来なくなって苦悩した三樹夫は、智恵子を美佐子に預け、自宅を売却すると宣言。長期の海外赴任を引き受ける形で、出産直前の真由美と共に旅立つ。そして智恵子は裕次郎に看取られ、無人となった自宅に戻り亡くなった。

## キャスト
福田裕次郎〈45〉
演 - 西田敏行
冴えないサラリーマン。20代前半頃、恋人だった美和子が待ち合わせ場所に来る途中、事故死したと聞かされて以来、彼女への想いから独身を貫き、妹夫婦と同居。智恵子とはテレクラを通して知り合い、美和子の面影・そして彼女の持つ複雑な事情などから何かと心配するようになる。林田とは勤務先での上下関係を越えた親友で、彼が横領で服役後も見放しはしなかった。ラストで智恵子を看取ると家を妹夫婦に任せ、放浪の旅に出たような描写が見られる。　
高井智恵子
演 - 観月ありさ
私立女子高の2年生で神秘的な雰囲気の美少女。学校では音楽関係の部活に加入しているが、病気の為に欠席が多い。同時に家庭不和などの悩みを抱えていることなどから、最初は裕次郎を翻弄するような言動が見られたが、次第に心を開いてゆく。父からの拒絶を確信した直後、伯母から渡された手紙が元で、欠落した記憶と母の死の光景がフラッシュバック。一時的に極度の放心状態になっていたが、裕次郎の努力で復帰。母の婚約者だった事を知ってショックを受けるが、最終的には裕次郎、そして母の心に添う様に亡くなる。
高井（沢村）美和子
演 - 観月ありさ（二役）　
智恵子の実母で、裕次郎の元婚約者。両親から裕次郎との結婚を反対され、駆け落ちを決意するが、直前に事故に遭遇し負傷。搬送された病院から実家に連れ戻された後、両親の薦めで、三樹夫と結婚し智恵子を出産。父娘への愛情は抱いてはいたが、裕次郎への想いを断ち切れず、次第に心を病んでいき、智恵子が5歳の時、姉に手紙を託し、自宅のベッド上でリストカットをする形で自殺。やや気性が激しい面がみられた。ピアノを趣味にしていた様子。
水原京子
演 - 遠山景織子
美大に通う女子大生。当初は相川に嗾される形で美人局として林田に接近したが、次第に林田に心惹かれ、相川に別れを告げる。自分の行いが林田を不幸にしたと気に掛けていたが、面会時に許しを受け、出所後の再婚を約束し、足繁く面会に通うようになってゆく。　　
葵忍
演 - 袴田吉彦
智恵子と一緒の病院に入院していた少年で、重病を患っていた。智恵子と親しくなるが、ややナルシストの面と拘りの強さが見られ、智恵子に接近する裕次郎を憎悪し、容姿などを罵倒。死期を悟った事もあり、智恵子にある計画を持ちかけ、彼女の自宅を訪れた直後に死去。持病の悪化ではあるが、病院外で、医師が立ち会っていなかったため、事件性を疑われ警察沙汰になってしまう。
野田まりも
演 - 中村栄美子
京子の大学の同級生。
三橋良子
演 - 杉山亜矢子
裕次郎の妹。独身の兄を心配している。　
三橋貴雄
演 - 平良政幸
良子の夫。良子とトランプゲームをしている場面がみられる。
相川俊男
演 - 野村祐人
京子につきまとう不良グループのリーダー。短気で横暴な性格で暴力を振るう。
高井三樹夫
演 - 鮎川誠
智恵子の父。海外赴任中だったが一旦、帰国し智恵子と接触。当初は父として愛情を持って接していたが、後妻の真由美と不仲でトラブルを起こしていると知った直後から、前妻・美和子からの拒絶と自殺が自身のトラウマとなっているとして、次第に憎悪を露わにする様になり、暴言と身勝手な言動が多くなってゆく。
同時に真由美に対しても無神経・無理解な言動が多く見られる。家の売却を決め、元義姉の美佐子に智恵子を預けた直後に、父としての態度を注意した裕次郎に対し、美和子の元恋人だった事実を始め、自身が抱く嫉妬の言葉を投げ付け、逃れるように5年間の海外生活へと旅立つ。真由美の出産を機に人生をやり直したいとし、死の直前の智恵子との接触を断った事が美佐子のセリフで語られている。
林田典子
演 - 絵沢萠子
林田の妻。裕次郎が「鬼瓦みたいな母ちゃん」と言った時には林田が怒る等、夫婦仲は悪くなかったが、林田が京子に手出しをした末、横領で服役した事を恥じて離婚を切り出す。
高井真由美〈28〉
演 - 渡辺典子
三樹夫の後妻（智恵子にすれば継母となる）。優しげな印象だがマタニティブルーもあり、智恵子からの反発・三樹夫の無理解な態度・前妻への嫉妬心に悩まされる。当初は反発する智恵子に対して歩み寄ろうとするような言動も見られたが、智恵子の起こした事件で警察から実家に連絡が来たために、智恵子との対立が周囲に発覚。
里帰り出産を断念させられて以来、確執が深まり、悪質な嫌がらせの末、三樹夫から聞かされていた愚痴を湾曲して伝えた為に智恵子を怒らせ、階段から突き落とされた事もある。しかし自分の子に対しては、強い母性を抱いている。智恵子に前妻の面影を重ねる三樹夫の本心を見抜き、裕次郎と対面させたこともある。
木下君枝
演 - 五十嵐淳子
研究所で働く女性。裕次郎と見合いをする。のちに彼の心境を悟り、思いやる言葉を掛けて身を引く。
沢村美佐子
演 - 伊東ゆかり
智恵子の伯母（母の姉）。姉妹が育った家で暮らしており、三樹夫の依頼で智恵子の保護者となる。三樹夫の抱えるトラウマに対しては「妹の過ち」として同情しているような面も見られるが、智恵子の父としての態度は苦々しく思っている様子で、裕次郎に対して悪く言った事もある。穏やかな印象で智恵子を心配する。
林田浩
演 - 小林稔侍
裕次郎の上司であり友人。普通のサラリーマンだったが、ふとした事から京子と親密になる。
駅員
演 - 温水洋一
刑事
演 - 大杉漣
誘拐の容疑を掛けられた裕次郎の取り調べをおこなう。　

## スタッフ
- 脚本 - 小松江里子
- 演出 - 吉田健、森山享、小池唯一（泉放送制作）
- プロデュース - 伊藤一尋
- 音楽 - 千住明
- 主題歌 - 藤川賢一「大切な君の胸へ…」
- 制作 - TBS

## 放送日程
| 各話   | 放送日  | サブタイトル                 |
| ------ | ------- | ---------------------------- |
| 第1話  | 1月07日 | フクちゃん、青春に悔いあり   |
| 第2話  | 1月14日 | フクちゃん、夕焼けに泣く     |
| 第3話  | 1月21日 | フクちゃん、接吻に立ちつくす |
| 第4話  | 1月28日 | フクちゃん走る、命のために   |
| 第5話  | 2月04日 | フクちゃん、愛と死を見つめて |
| 第6話  | 2月11日 | フクちゃん、少女誘拐か?      |
| 第7話  | 2月18日 | フクちゃん、結婚したいよ     |
| 第8話  | 2月25日 | フクちゃんのオルゴール       |
| 第9話  | 3月04日 | フクちゃん、運命の告白       |
| 第10話 | 3月11日 | フクちゃん、さらば愛しき人よ |
| 最終話 | 3月18日 | フクちゃん、太陽がいっぱい   |

## エピソード
- 高村光太郎の詩集『智恵子抄』が劇中に登場し、また、登場人物の名前もそれがモデルになっている。主人公の役名も当初、光太郎と発表され、テレビ誌等にも掲載されたが[1]、スタート前に裕次郎へ変更された。
- 『高校教師』[注釈 5]の持つテーマや作風を踏襲しており、同作のドラマ版・劇場版に類似したシーンが多い。実際、ドラマ版のプロデューサー（伊藤一尋）、音楽（千住明）、そして放送枠（金曜ドラマ）も共通している。また、智恵子が通う高校の制服も『高校教師』のものと類似しており、この制服は後に『若葉のころ』（本作と同じ小松江里子脚本、伊藤プロデュース）でも奥菜恵演じる蒔田泉が通う高校の制服にも使用された。